# 畦ヶ丸

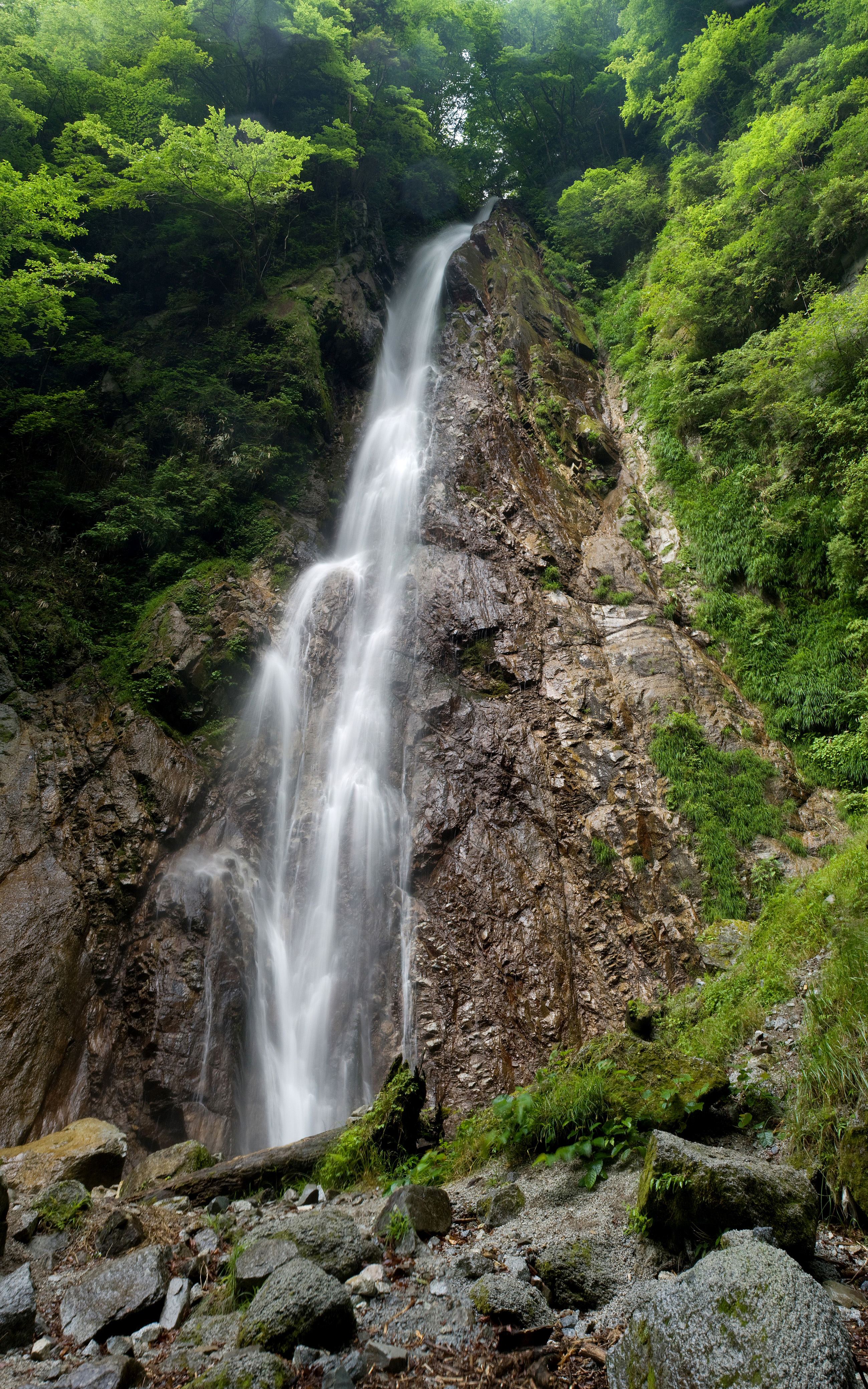
畦ヶ丸東側にある本棚。流量・落差ともに丹沢山地最大級の滝である。

畦ヶ丸（あぜがまる）は丹沢山地西部、神奈川県足柄上郡山北町にある標高1,293mの山である。

## 概要
西丹沢エリアの登山基地である西丹沢ビジターセンター（旧西丹沢自然教室、2017年4月に名称変更）の西側にそびえる山で、周辺の山々と共に丹沢大山国定公園に指定されている。
遠くから眺めると、神奈川県・山梨県境に伸びる甲相国境尾根の一峰のように見えるが、同尾根中部のモロクボ沢ノ頭より南東側へ派生した尾根上に位置している。甲相国境尾根は酒匂川水系（神奈川県側）と道志川水系（山梨県側）の分水嶺にあたるが、畦ヶ丸に降った雨は全て酒匂川水系の中川川・世附川へ流れる。
畦ヶ丸山頂からは北西・北東・南東・南の4方向に尾根が伸びている。北西の尾根はモロクボ沢ノ頭で甲相国境尾根と合流し、合流点より西側は大界木山・城ヶ尾峠・菰釣山へと連なる。また、同合流点より国境尾根を北側へ辿ると、バン木ノ頭・水晶沢ノ頭・白石峠・加入道山へ続き、大室山へ至る。
北東の尾根は西丹沢ビジターセンターからの登山道が開かれている尾根で、東海自然歩道に指定されている。南東の尾根は畦ヶ丸吊尾根と呼ばれており、箒沢権現山方面へ伸びるが、一般登山道はなくバリエーションルートとなっている。南側の尾根は大滝峠・屏風岩山・二本杉峠・世附権現山へと連なり、丹沢湖畔へ下る。
畦ヶ丸周辺の谷はいずれも急峻で、丹沢山地でも有数の豪快な大滝を複数持つことで知られている。北面から流れるモロクボ沢には落差30mの大滝があり、東面を流れる西沢上流部の下棚沢には落差40mの下棚（しもんたな）が、本棚沢には丹沢三滝の一つである落差70mの本棚（ほんだな）がある。南側に流れる大滝沢の上流部には雨棚（あまんたな）、地獄棚（じごくだな）の2つの大滝がある。なお、棚とは滝を指す言葉で、西丹沢地域の滝は〇〇棚と呼ばれることが多い。
山頂部には三等三角点（基準点名：アゼガ丸）があり、休憩用のベンチと白石峠補修の大きな記念碑が設置されている。山頂周辺はブナ・ミズナラ・カエデ類などの樹林に覆われており、展望はほとんどない。

## 山名の由来
山名は、山頂周辺にアセビが多いことが訛って、畦ヶ丸になったと言われている。また、畦には塚の意味があり、遠くから眺めると、山体が丸い塚のように見えることから、畦ヶ丸になったという説もある。
国土地理院が発行する地図では、山を付けて畦ヶ丸山（-やま）の表記になっているが、登山地図や登山ガイドなどでは畦ヶ丸として紹介されることが多く、登山者の間でも畦ヶ丸と呼ばれることが多い。

## 植生
畦ヶ丸周辺はブナ（イヌブナ）やカエデなどの広葉樹林に覆われており、頂上付近の林床にはスズタケが茂っている。
中川川の対岸にそびえる檜洞丸ほどではないが、頂稜部にはシロヤシオやトウゴクミツバツツジなどのツツジが自生しており、5月中旬～6月上旬の花期には山を彩る。
1972年7月の昭和47年7月豪雨では、山北町の北部で記録的な豪雨がもたらされ、中川川流域で多数の被害が発生した。特に、畦ヶ丸を水源とする西沢や大滝沢に集中して表層崩壊型の崩壊が多く発生し、沢沿いの植生が大きく失われた。現在、沢沿いの砂礫地帯にはケヤマハンノキやフサザクラなどの若木が多く見られるが、これは河原の植生が数十年前に一度失われたことを物語っている。

## 周辺の地理

### 隣接する山

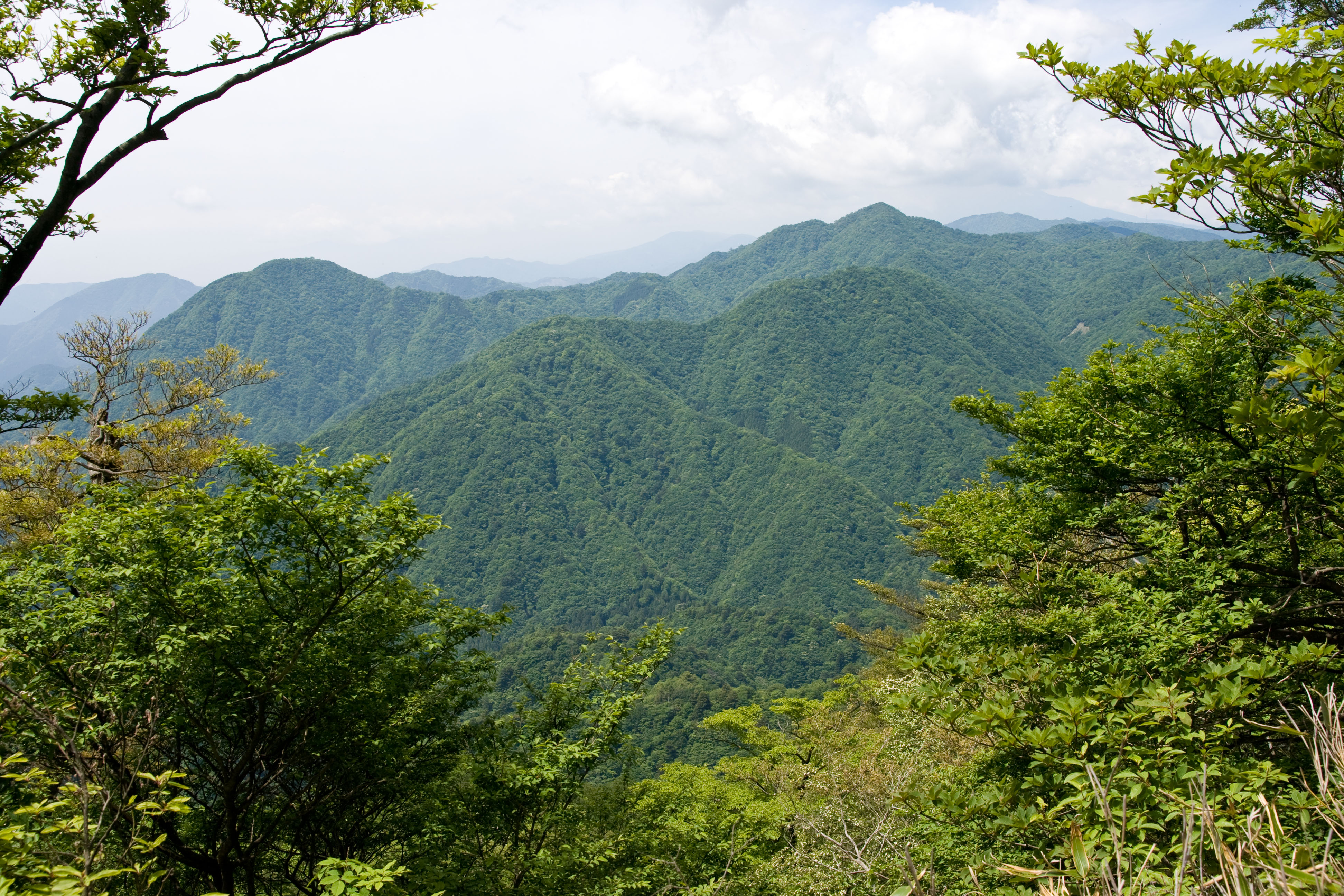
丹沢主稜・大杉丸付近より見た畦ヶ丸(右)と箒沢権現山(左)（2013年6月撮影）

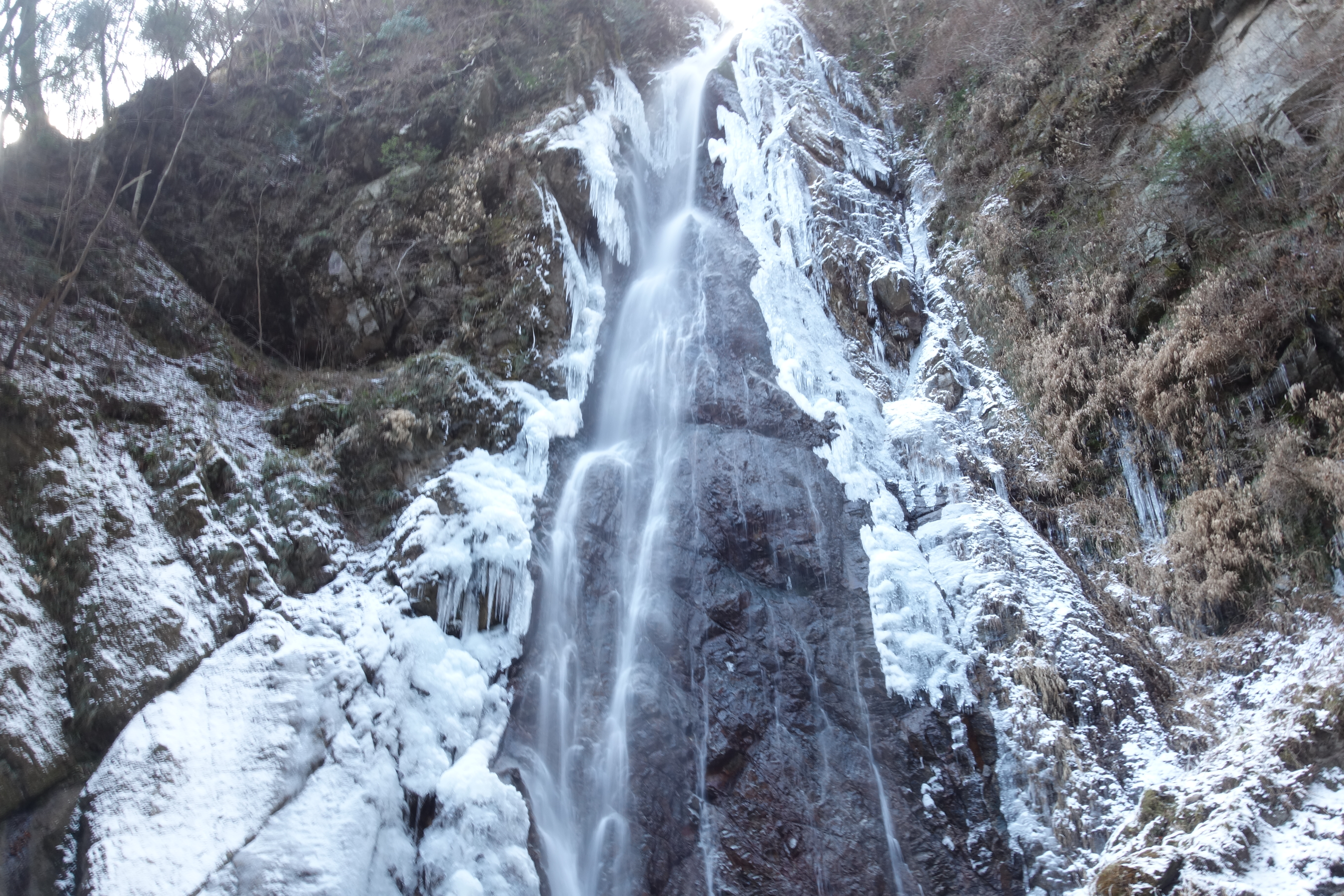
氷瀑の本棚滝（2023年1月撮影）

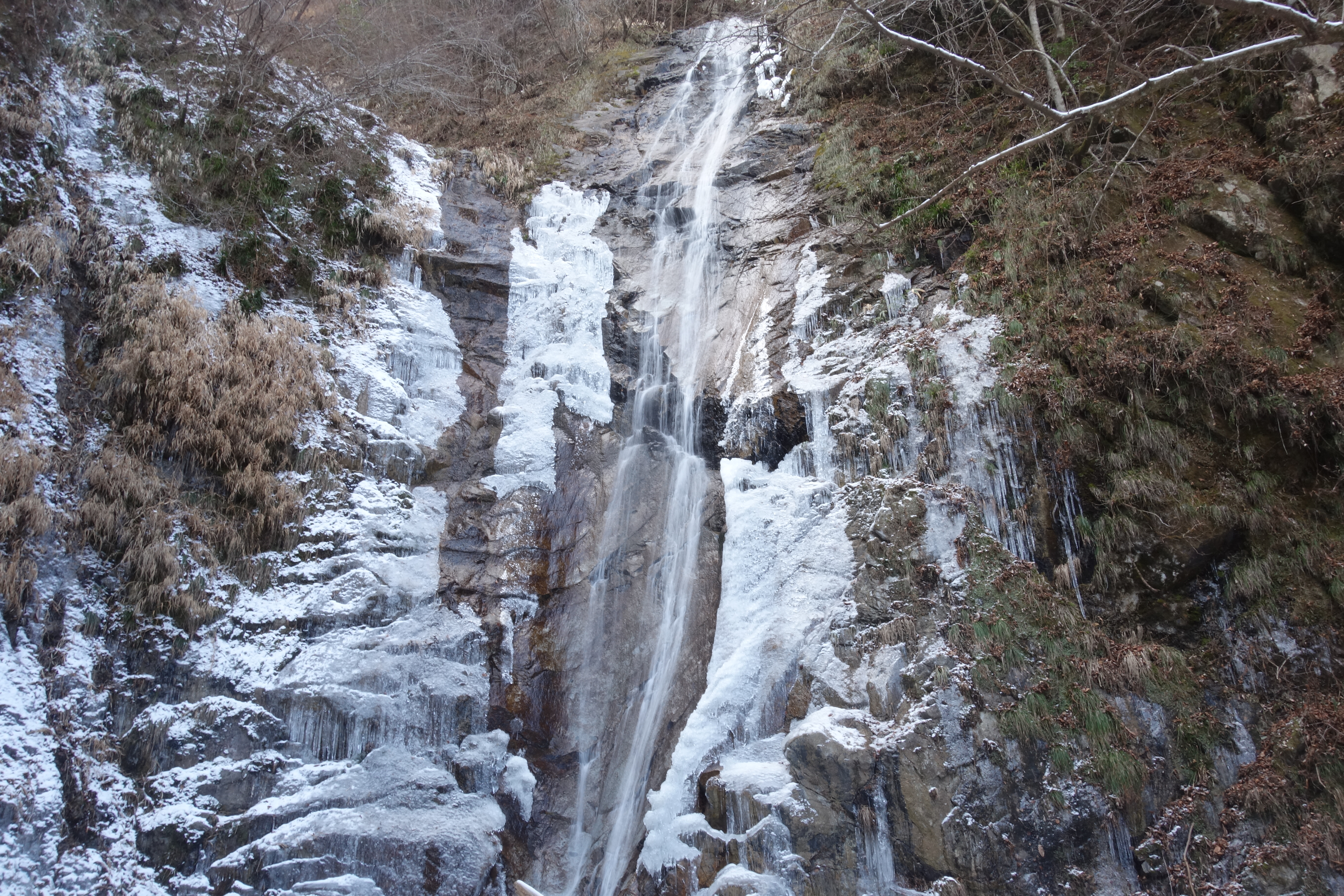
氷瀑の下棚滝（2023年1月撮影）

| 山容 | 名称           | 標高（m） | 畦ヶ丸からの 方角と距離（km） | 備考               |
| ---- | -------------- | --------- | ----------------------------- | ------------------ |
|      | シャガクチ丸   | 1,191     | 北 1.4                        |                    |
|      | バン木ノ頭     | 1,180     | 北 1.2                        |                    |
|      | 城ヶ尾峠       | 1,163     | 西 2.1                        | じょうがおとうげ   |
|      | 大界木山       | 1,246     | 西 1.4                        | だいかいぎやま     |
|      | モロクボ沢ノ頭 | 1,190     | 北西 0.5                      |                    |
|      | 畦ヶ丸         | 1,293     | 0                             |                    |
|      | 善六ノタワ     | 1,030     | 東北東 1.3                    |                    |
|      | 善六山         | 1,119     | 東北東 1.6                    |                    |
|      | 箒沢権現山     | 1,138     | 南東 1.8                      | 奥権現とも呼ばれる |
|      | 大滝峠         | 960       | 南 1.9                        |                    |
|      | 屏風岩山       | 1,052     | 南 2.6                        |                    |

### 周辺の山

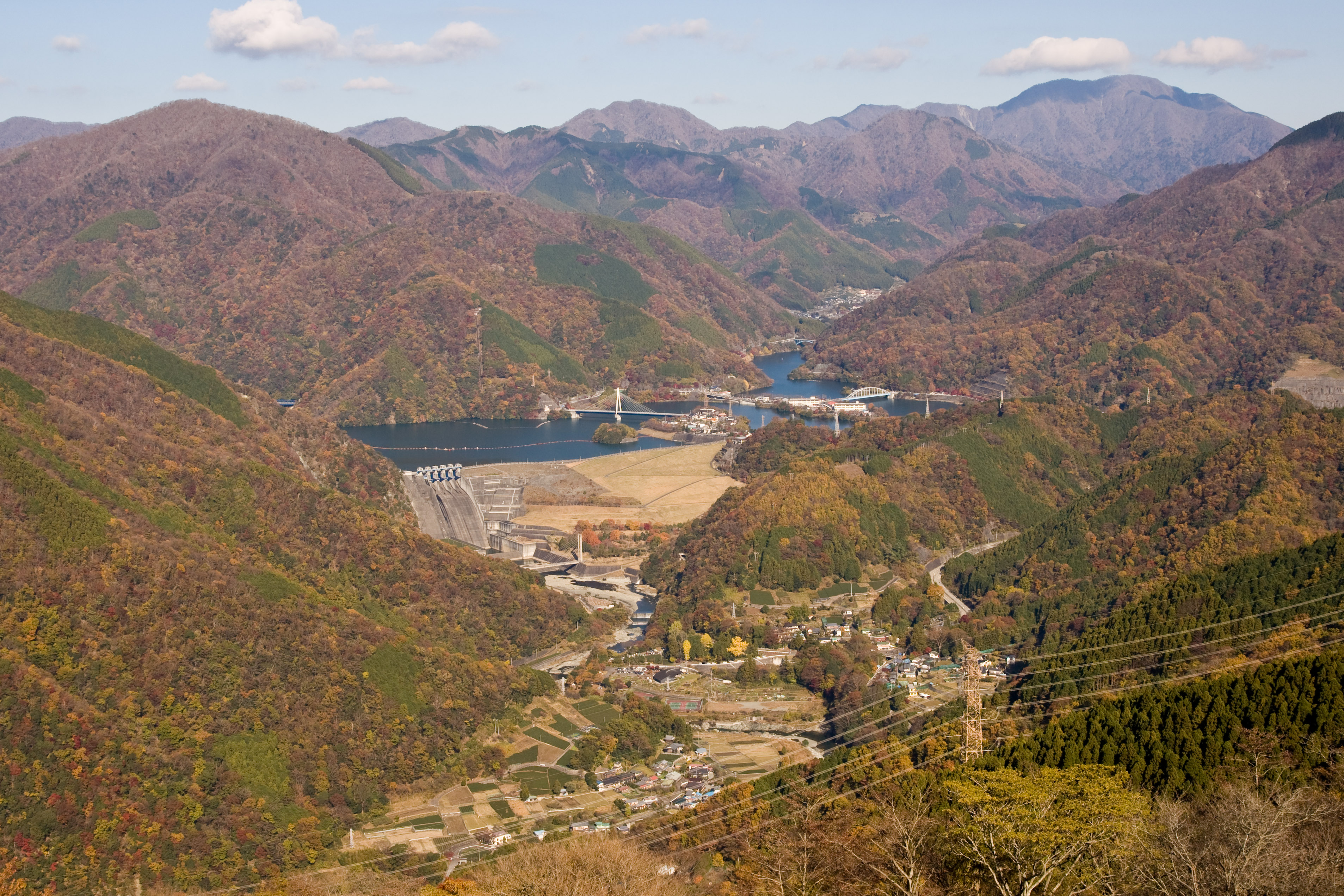
大野山より見た丹沢湖（三保ダム）と畦ヶ丸（中央奥）。右奥は大室山で、左は世附権現山（2012年11月撮影）

| 山容 | 名称       | 標高（m） | 畦ヶ丸からの 方角と距離（km） | 備考               |
| ---- | ---------- | --------- | ----------------------------- | ------------------ |
|      | 蛭ヶ岳     | 1,673     | 東 9.7                        |                    |
|      | 檜洞丸     | 1,601     | 東 6.4                        | ひのきぼらまる     |
|      | 大室山     | 1,588     | 北東 4.9                      |                    |
|      | 加入道山   | 1,418     | 北北東 3.7                    |                    |
|      | 畦ヶ丸     | 1,293     | 0                             |                    |
|      | 菰釣山     | 1,379     | 西南西 5.1                    | こもつるしやま     |
|      | 世附権現山 | 1,019     | 南 5.3                        | 前権現とも呼ばれる |
|      | 不老山     | 928       | 南南西 6.6                    |                    |
|      | 大野山     | 723       | 南 10.3                       |                    |

### 周辺の河川

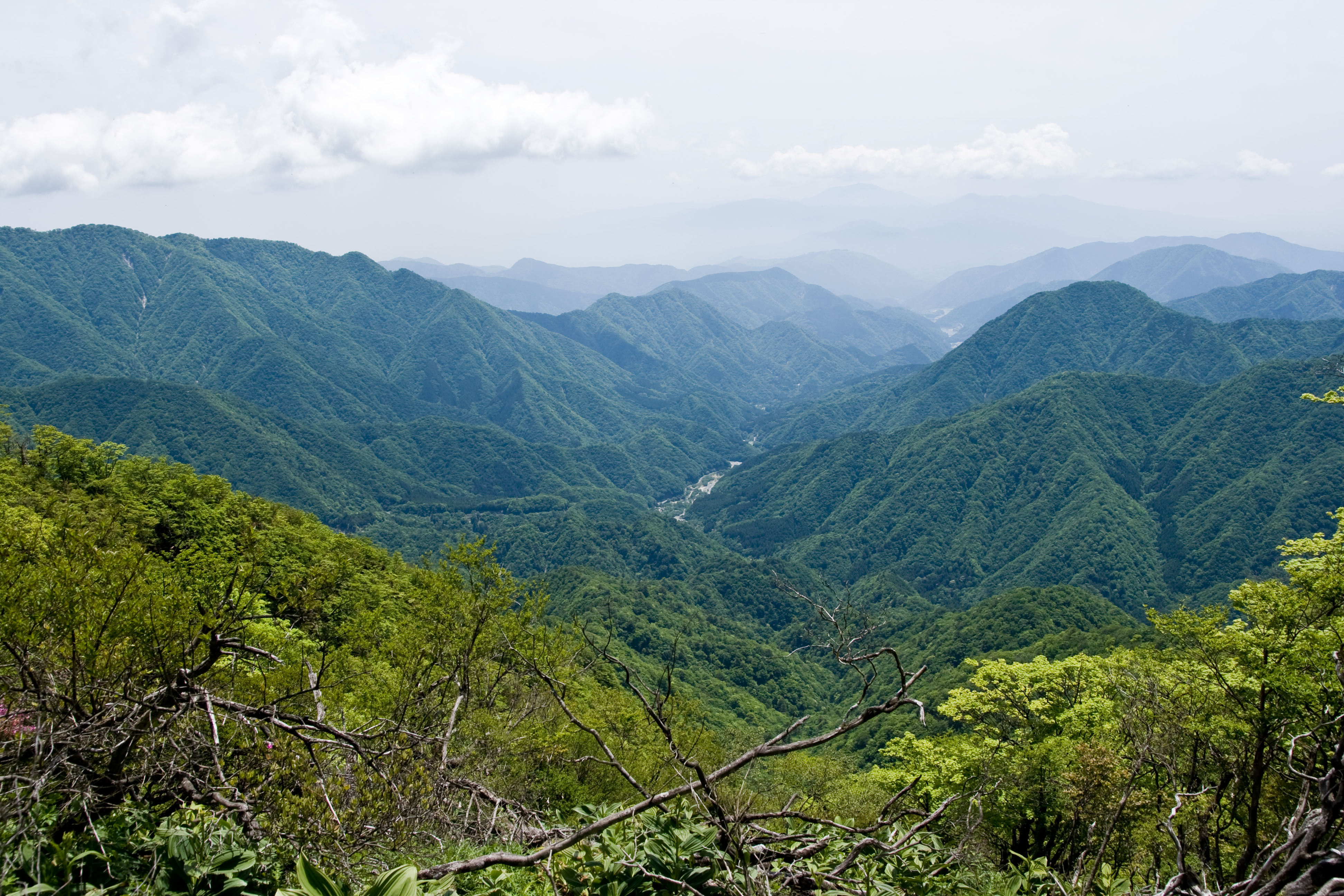
大室山より見た中川川の谷（2013年6月）

- 中川川（なかがわがわ）

畦ヶ丸の東側を流れる川。支流の西沢上流部には下棚・本棚があり、大滝沢には雨棚・地獄棚がある。川沿いにはキャンプ場が多くあり、下流には中川温泉街が広がる。世附権現山の東側で丹沢湖に流入する。
- 大又沢（おおまたざわ）

畦ヶ丸の西側を流れる沢。上流部にある地蔵平（じぞうだいら）は、昭和の林業が盛んな時期には分校まである集落で、昭和40年代初頭まで浅瀬より世附森林鉄道（大又線）が沢沿いに敷かれていた。伐採が終わった後、地蔵平は廃村となり、現在は草が生い茂る原っぱとなっている。沢は地蔵平より南流し、不老山北麓の浅瀬橋付近で世附川と合流して丹沢湖に注ぐ。
- 室久保川（むろくぼがわ）

モロクボ沢ノ頭の北側を流れる川。道志川の支流のひとつ。

## 登山

### 登山道
畦ヶ丸への登山道は、東麓の中川川沿いにある西丹沢ビジターセンター（旧西丹沢自然教室、以下、ビジターセンター）や大滝橋より整備されている。主な登山コースとしては次のようなものがある。

#### 西沢ルート

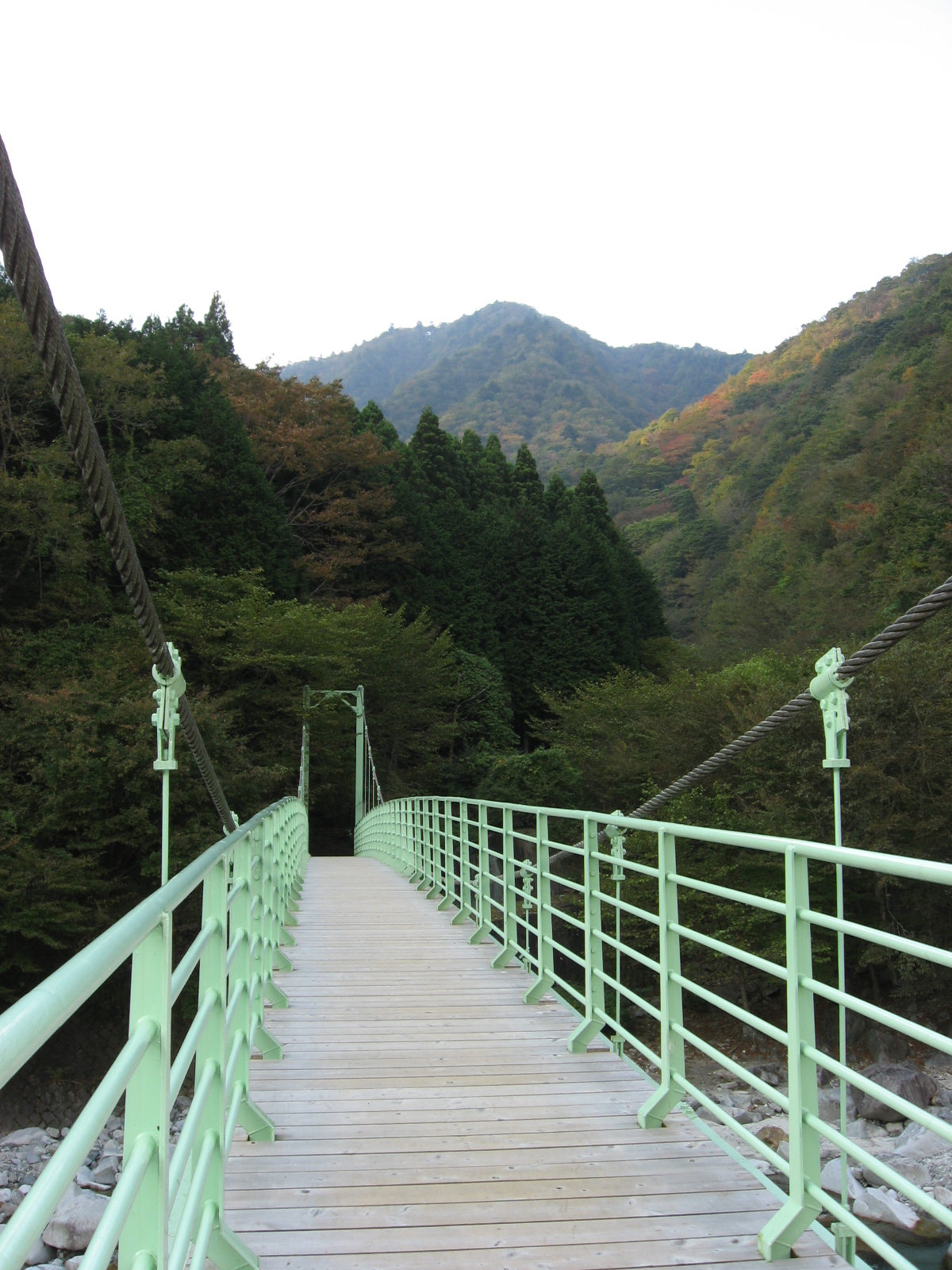
西丹沢公園橋（2006年10月）

ビジターセンター - 西沢 - 権現山分岐 - 下棚分岐 - 本棚分岐 - 善六ノタワ - 畦ヶ丸
ビジターセンターを起点とし、下棚や本棚などの大滝を抱える西沢を遡るルートである。山頂への最短ルートであり、東海自然歩道のサブルートに指定されている。ビジターセンターのすぐ裏手にある吊り橋（西丹沢公園橋）から西沢へ入渓する。木橋の渡渉を繰り返して、沢沿いに進むと休憩用ベンチが置かれた権現山分岐へ至る。かつて、この分岐より権現山（箒沢権現山）への一般登山道が開かれていたが、2007年に山頂付近の痩せ尾根で滑落事故が立て続けに発生したため、権現山への道標が外され、2008年以降は通行止めとなっている。
権現山分岐より先に進むと下棚分岐、さらに10分ほど歩くと本棚分岐に至る。各分岐から本道を外れて沢を少し遡ると下棚、本棚へ行くことができる。本棚分岐を過ぎると沢から外れ、急な登りとなり、善六ノタワで稜線部に出る。なお、タワとは鞍部を指す言葉である。そこから尾根道が続き、畦ヶ丸の山頂へ至る。

#### 大滝沢ルート
大滝橋 - 大滝沢 - 一軒屋避難小屋 - 大滝峠上 - 畦ヶ丸
ビジターセンターの南側にある大滝橋より大滝沢を遡るルートである。こちらも東海自然歩道に指定されている。大滝橋から大滝沢に入渓し、沢沿いの登山道を進むと一軒屋避難小屋へ至る。一軒屋避難小屋から沢沿いの道をさらに登ると、大滝峠上で畦ヶ丸南側の稜線部に出る。大滝峠上より尾根道を進むと畦ヶ丸山頂へ至る。

#### 白石沢ルート

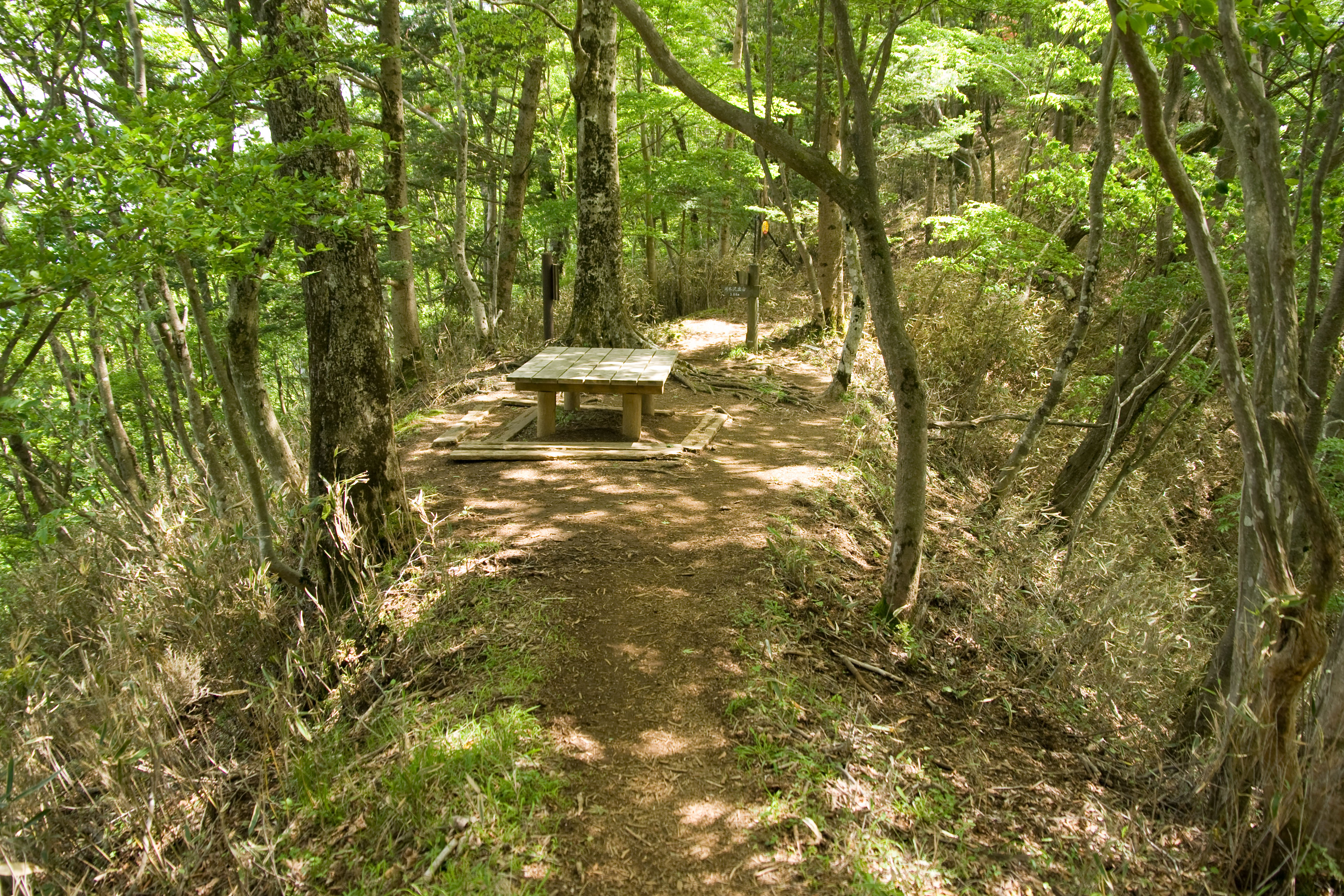
白石峠（2013年6月）

ビジターセンター - 用木沢出合 - 白石沢 - 白石峠 - 水晶沢ノ頭 - シャガクチ丸 - バン木ノ頭 - モロクボ沢ノ頭 - 畦ヶ丸
ビジターセンターより県道76号線をさらに奥へ進んだ用木沢出合より白石沢を遡るルートである。畦ヶ丸周辺の登山道は3本平行に東海自然歩道に指定されており、このルートも前2ルートと同様、東海自然歩道に指定されている。
用木沢出合は中川川支流の白石沢と用木沢が合流する地点で、ここから白石沢を遡ると白石峠へ、用木沢を遡ると犬越路へ至る。白石峠直下は非常に急な登山道となっており、白石峠の名の由来となった白い大理石が足元に多くみられる。白石峠からは甲相国境尾根のゆるやかな尾根道となり、水晶沢ノ頭・シャガクチ丸・バン木ノ頭などの小ピークを経てモロクボ沢ノ頭に至る。モロクボ沢ノ頭より甲相国境尾根を外れ、南東の尾根を進むと畦ヶ丸の山頂へ至る。
山頂までの距離がやや長いルートであるが、西沢ルートや大滝沢ルートなどと合わせた周回コースとして歩かれることが多い。

#### 甲相国境尾根縦走ルート
ビジターセンター - 西沢 - 畦ヶ丸 - モロクボ沢ノ頭 - 菰釣山 - 大棚ノ頭 - 山中湖（平野）
ビジターセンターから西沢ルートで畦ヶ丸へ登り、モロクボ沢ノ頭より甲相国境尾根に出て、尾根を西に歩き、山中湖（平野地区）へ抜ける縦走ルートである。健脚者は一日で踏破できるが、長めのルートであり、登下山口へのバスの運行本数が限られているため、時間に余裕をもって歩きたい場合は、途中の避難小屋を利用した1泊2日の行程が無難である。
畦ヶ丸より先は登山者が非常に少ない区間であるが、尾根道が東海自然歩道に指定されているため、道標整備はしっかりとされている。

### 登山口へのアクセス

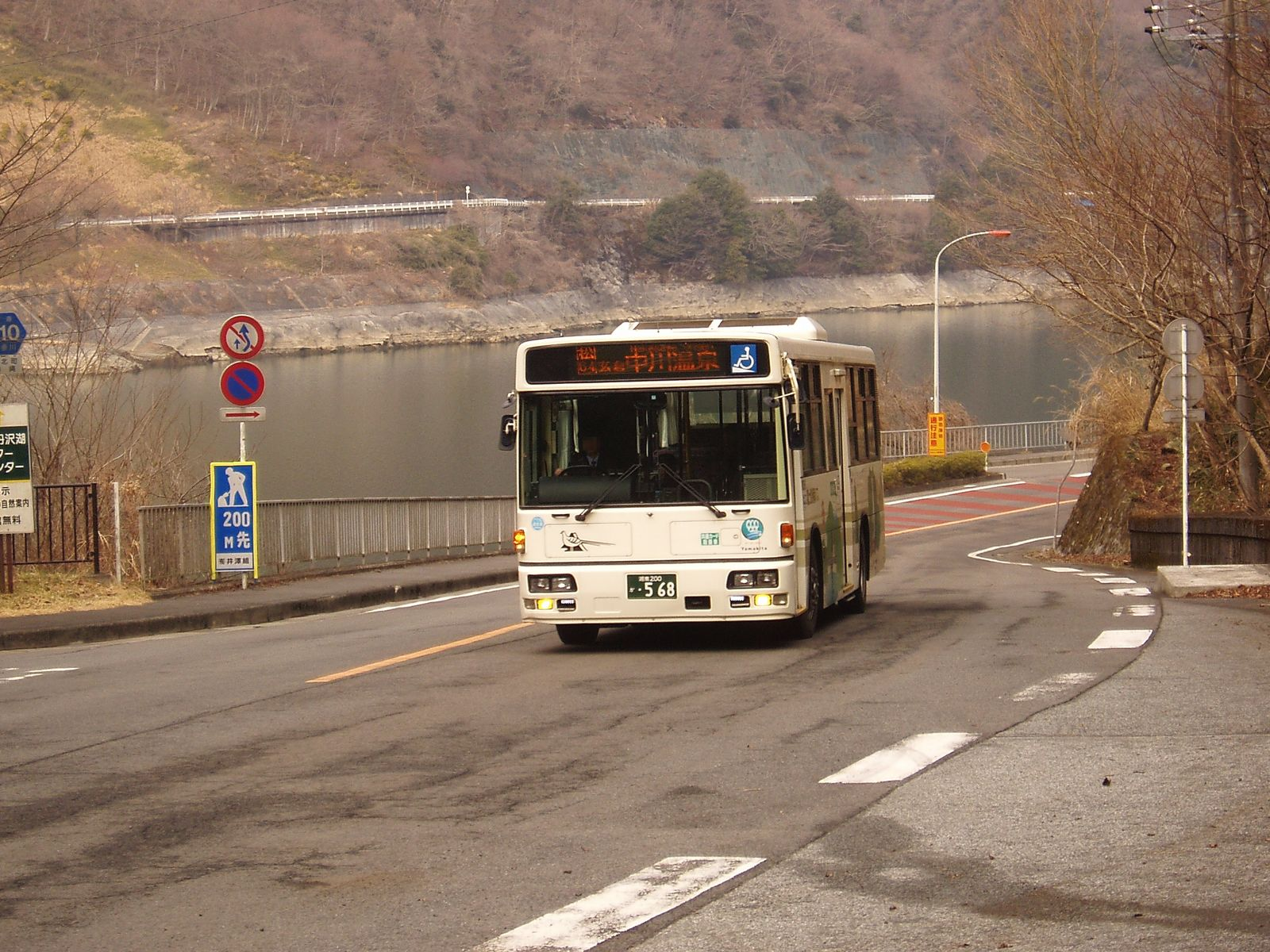
富士急湘南バスが運行する路線バス

登山口となるビジターセンター、大滝橋へは小田急線新松田駅（御殿場線松田駅）および御殿場線谷峨駅より富士急モビリティ（旧富士急湘南バス）の路線バス（<松62> 西丹沢ビジターセンター行き）が出ている。
マイカー利用の場合、最寄のインターチェンジは東名高速道路の大井松田ICもしくは御殿場ICである。インターチェンジを降りた後、国道246号を山北町方面へ進み、清水橋交差点を折れて神奈川県道76号を奥まで進むとビジターセンターへ行くことができる。ビジターセンターの前に駐車場が設けられているが、駐車可能台数が少なく、休日等はすぐ満車になってしまう。夏季期間は駐車違反の取り締まりが厳しく行われるため、シーズン中は公共交通機関の利用が望ましい。

## 山小屋
畦ヶ丸には山頂付近と、大滝橋からの登山道途中の2か所に山小屋（いずれも避難小屋）が設置されている。

### 畦ヶ丸避難小屋
畦ヶ丸避難小屋（あぜがまるひなんごや）は畦ヶ丸山頂直下、標高約1,275m地点に位置する無人の山小屋（避難小屋）である。収容人数は約10人。通年で利用可能で、中にはストーブとトイレが設置されている。
山頂付近に位置しているため、小屋周辺に水場はないが、山麓から畦ヶ丸への登山道はいずれも沢沿いの道であるため、登山中に沢の水が確保できる。

### 一軒屋避難小屋
一軒屋避難小屋（いっけんやひなんごや）は畦ヶ丸の南山腹、大滝橋から畦ヶ丸への登山道途中の鬼石沢出合（標高約800m）に位置する無人の山小屋（避難小屋）である。一軒家避難小屋と表記されることもある。収容人数は約10人。通年で利用可能だが、トイレは設置されていない。
鬼石沢出合は、現在は避難小屋が佇むだけの静かな場所であるが、昭和初期～中期にかけては製炭に従事する人々の生活があり、1943年（昭和18年）には製炭者の子供の教育のために分教場が開設された。1972年（昭和47年）1月には、京浜安保共闘がダイナマイト製造実験をしていたと見られるキャンプ跡が見つかり、当時は大きな騒ぎとなった。
避難小屋の横を流れる鬼石沢の下流側に雨棚が、鬼石沢と地獄棚沢が合流する場所には地獄棚があるが、地形が急峻であるため、滝へ向かう一般登山道はない。

### 周辺の山小屋
西丹沢地域の山小屋の多くは無人の避難小屋であり、中川川対岸にそびえる檜洞丸にある青ヶ岳山荘が、西丹沢稜線部唯一の有人小屋である。
菰釣山や大棚ノ頭など甲相国境尾根方面へ縦走する際は、寝具や自炊具などの登山装備が必要となる。
| 画像 | 名称           | 位置                   | 畦ヶ丸山頂からの 方角と距離（km） | 備考                                                |
| ---- | -------------- | ---------------------- | --------------------------------- | --------------------------------------------------- |
|      | 菰釣避難小屋   | ブナ沢乗越付近         | 西南西 4.5                        | こもつるしひなんごや 無人小屋・トイレなし           |
|      | 畦ヶ丸避難小屋 | 畦ヶ丸山頂付近         | 南西 0.1                          | 無人小屋・トイレあり                                |
|      | 一軒屋避難小屋 | 畦ヶ丸南面、鬼石沢出合 | 南南東 1.7                        | 無人小屋・トイレなし                                |
|      | 加入道避難小屋 | 加入道山山頂付近       | 北北東 3.7                        | 無人小屋・トイレなし                                |
|      | 犬越路避難小屋 | 犬越路                 | 東北東 4.5                        | 無人小屋・トイレあり                                |
|      | 青ヶ岳山荘     | 檜洞丸山頂付近         | 東 6.6                            | 西丹沢地域唯一の有人小屋 公衆トイレが併設されている |